# イレーヌ・カーン・ダンヴェール嬢
『イレーヌ・カーン・ダンヴェール嬢』（イレーヌ・カーン・ダンヴェールじょう、フランス語: Portrait d'Irène Cahen d'Anvers）は、フランスの画家ピエール＝オーギュスト・ルノワールが描いた絵画。『可愛いイレーヌ』とも呼ばれる。
絵画史上最も有名な少女像といわれる。

## 概要
印象派の絵画のうち、最も美しい肖像画の一枚とも称される作品。1880年の夏に、パリ16区のユダヤ人銀行家であるカーン・ダンヴェール家の庭で描かれた。描かれている少女は、ベルギーのアントワープ出身のルイ・カーン・ダンヴェール伯爵の長女イレーヌであり、当時8歳であった（イレーヌその人については後述する）。
第二次世界大戦の最中、ナチス・ドイツに没収され、ヘルマン・ゲーリングのコレクションとしてベルリンで保管されていた。戦後、特殊部隊がこれを救出・回収し、修復された後、1946年、ナチスの略奪から戻ってきた美術品を集めてフランスで開催された名画展覧会を経たのち、当時74歳のイレーヌの下へ返還された。ところが、その3年後の1949年、イレーヌは本作を競売に出し、エミール・ゲオルク・ビュールレが落札してビュールレ・コレクションに加えた。ビュールレは、ナチス・ドイツを始めとする世界各国にスイス企業エリコンを通じて兵器を売ることで巨万の財を成した武器商人で、スイスに帰化したドイツ人の印象派コレクターであった。
本作は、このような皮肉な経緯を辿ったが、旧ビュールレ邸が一般公開も行う美術館に生まれ変わると、ビュールレ・コレクションの名画の一つとして展示されるようになった。しかしながら、旧邸は私的施設ゆえの設備面と意識面の不備を抱えており、2008年には国際的窃盗団によるヨーロッパ史上最大の美術品強奪事件 (cf.) に見舞われた。本作は被害に遭わなかったものの、それ以来、セキュリティの不備を痛感したビュールレ財団は一般公開を規制し始め、2015年には美術館自体を閉館した。閉館後のビュールレ・コレクションはチューリッヒ美術館に完成する新館への移管が決まり、2020年に移管された。なお、この移管に先立ち、2018年（平成30年）、門外不出であったビュールレ・コレクションのうち64点が日本に搬送され、展覧会が開かれた。事実上、日本では最後となる展覧会であった。本作は、ポール・セザンヌの『赤いチョッキの少年』や4メートルを超えるクロード・モネの大作『睡蓮』などとともに出品され、出品作のおよそ半数が日本初公開であった。チューリッヒ美術館新館は、2021年10月9日にグランドオープンを迎えた。

## カーン・ダンヴェール家
カーン・ダンヴェール家は、ユダヤ系銀行財閥ビショフシェム家傘下の銀行家ジョゼフ・ランベール・カーン (Joseph Lambert Cahen) が創立した一家で、ジョゼフの息子メイエール（Meyer Joseph Cahen. 1804-1881) はアントワープの市長を務め、パリ・オランダ銀行（現・BNPパリバ）の共同設立者でもあった。同家は第一次イタリア独立戦争の準備への援助により、1848年にサルデーニャ王国国王カルロ・アルベルト・ディ・サヴォイアから伯爵を授与され、その後、イタリア統一への資金援助により、イタリア王国初代国王ヴィットーリオ・エマヌエーレ2世から世襲伯爵の地位を得た。イレーヌの父ルイ（1837-1922）はその次男である。

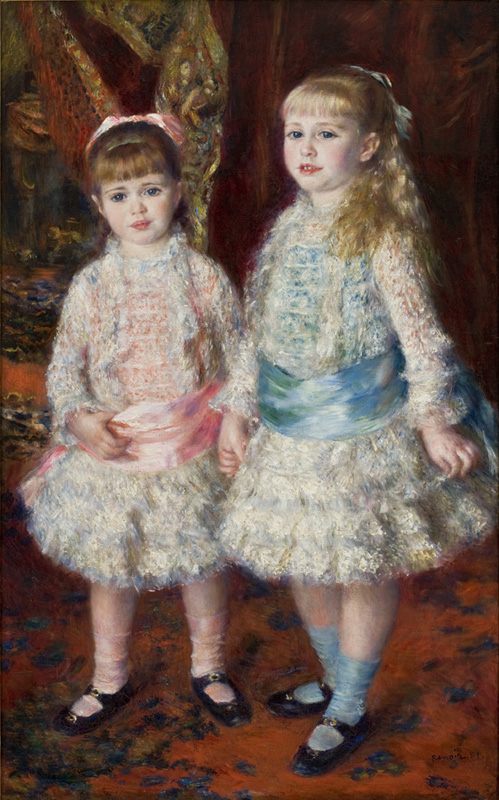
1
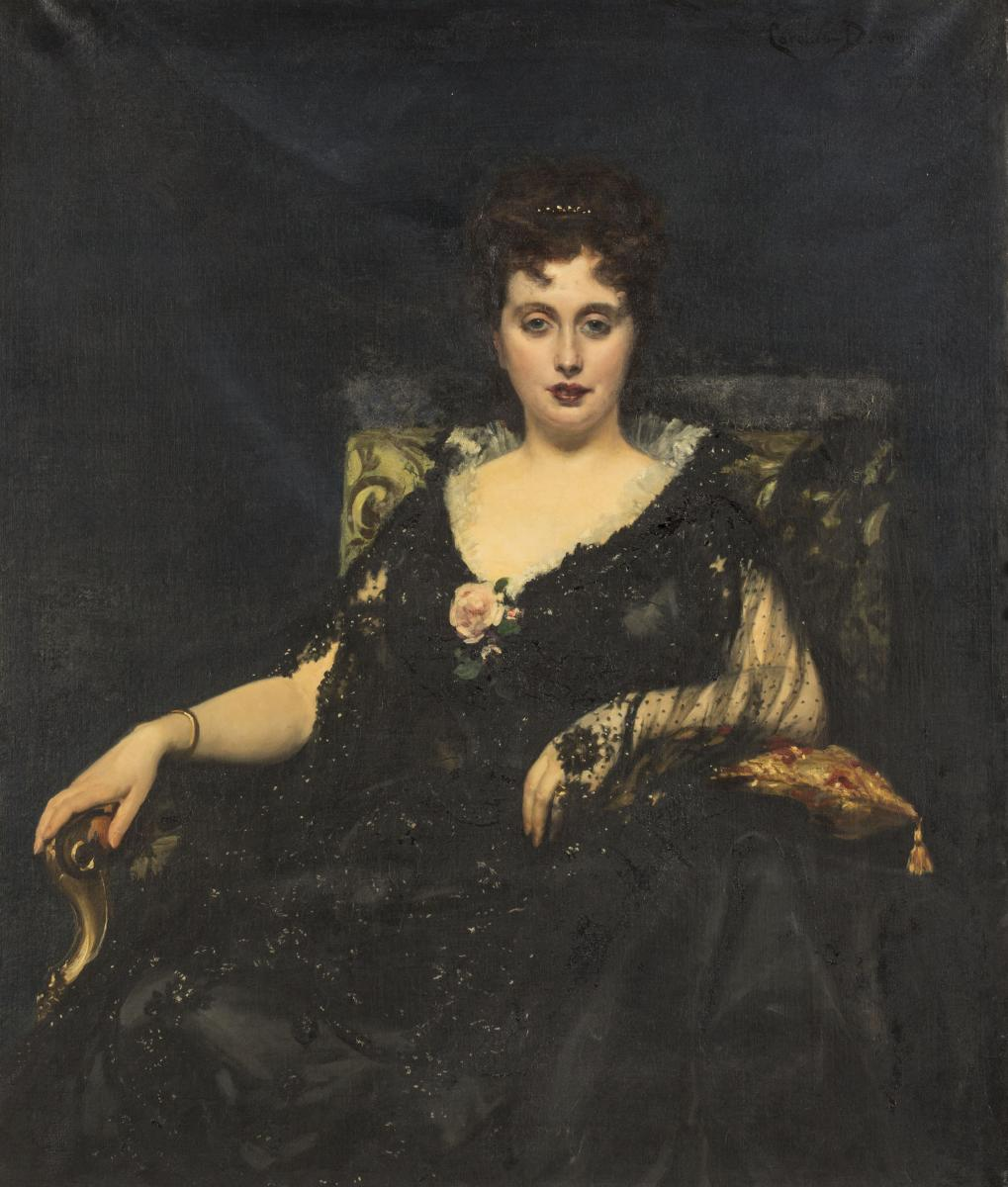
2
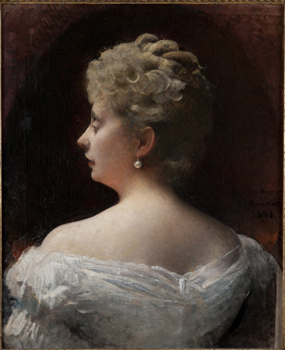
3
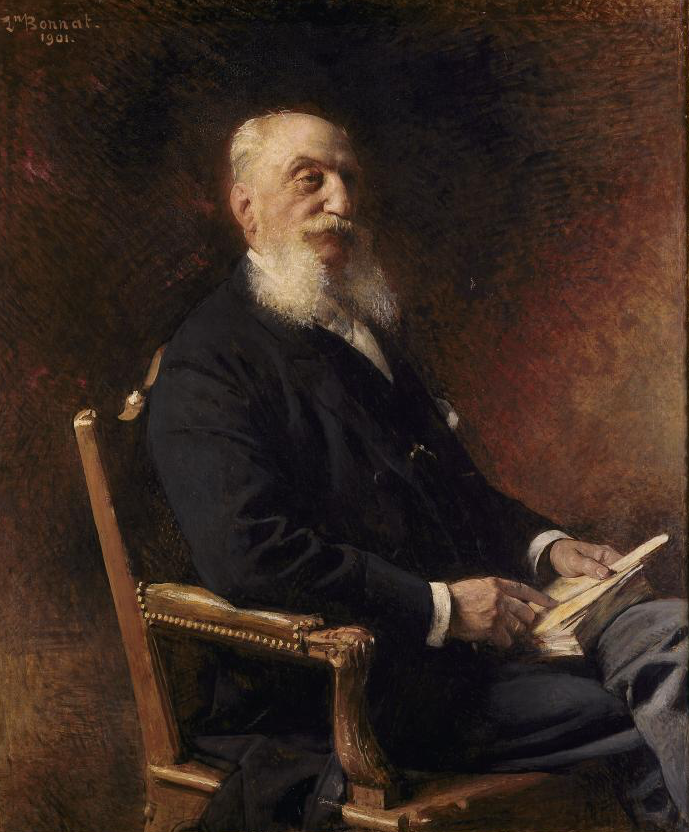
4

- 1.　ピエール＝オーギュスト・ルノワール

（英題）"Pink and Blue - The Cahen d'Anvers Girls" /（和題）『ピンクとブルー：カーン・ダンヴェール家のアリスとエリザベート』
日本語通称『ピンクとブルー』『ピンクと青』（英語通称：Pink and Blue ）

1881年の作。サンパウロ美術館所蔵。
イレーヌの妹たちであるエリザベート (Elisabeth) とアリス (Alice) を描いている。ピンクの衣装が当時4、5歳の三女アリス、ブルーの衣装が当時6歳の次女エリザベートである。
カーン・ダンヴェール家から肖像画の依頼を受けたルノワールは、長女の肖像画『イレーヌ・カーン・ダンヴェール嬢』を最初に手掛けた後、次女、三女と、1人1枚ずつ仕上げていく予定であったが、依頼主（山田五郎は母ルイーズのほうと推定）は長女の肖像画がお気に召さなかったらしく、結局、この名画は家事使用人の部屋に飾られるという冷遇を受けてしまう。その上で、依頼主は、次女と三女については纏めて1枚に描くように言ってきた。当初の契約と違っているのでルノワールとしては不本意であったが、それでもなかなかの名画に仕上げてみせた。ところが、2枚のところが1枚に減ったのだから値段も半分だと言うのである。1枚1,500フラン、3枚で4,500フランという約束で始めた仕事が、2枚3,000フランに目減りしてしまった。そればかりか、後々、代金をなかなか支払ってくれなかったとのことで、ルノワールはこの一家の仕事はもう受けたくないと思ったという。
エリザベートとアリスの行く末については、「イレーヌ・カーン・ダンヴェール」を参照のこと。
- 2.　カロリュス＝デュラン  （仏題）"Portrait de Louise Cahen d'Anvers" /（和題）『ルイーズ・カーン・ダンヴェールの肖像』

1874年の作。シャン＝シュル＝マルヌ城（シャン＝シュル＝マルヌに所在）収蔵。
イレーヌの母ルイーズの肖像画。彼女は、イタリアはトリエステのユダヤ系銀行財閥であるモルプルゴ家の娘であった。
- 3.　レオン・ボナ  （仏題・英題）"Louise Cahen d’Anvers"

1893年の作。イレーヌの母ルイーズの肖像画。
- 4.　レオン・ボナ  （仏題・英題）"Louis Cahen d’Anvers"

1901年の作。フランス文化省管轄の Centre des monuments nationaux (CMN) 所蔵。
イレーヌの父である、カーン・ダンヴェール家当主ルイ・カーン・ダンヴェールの肖像画。

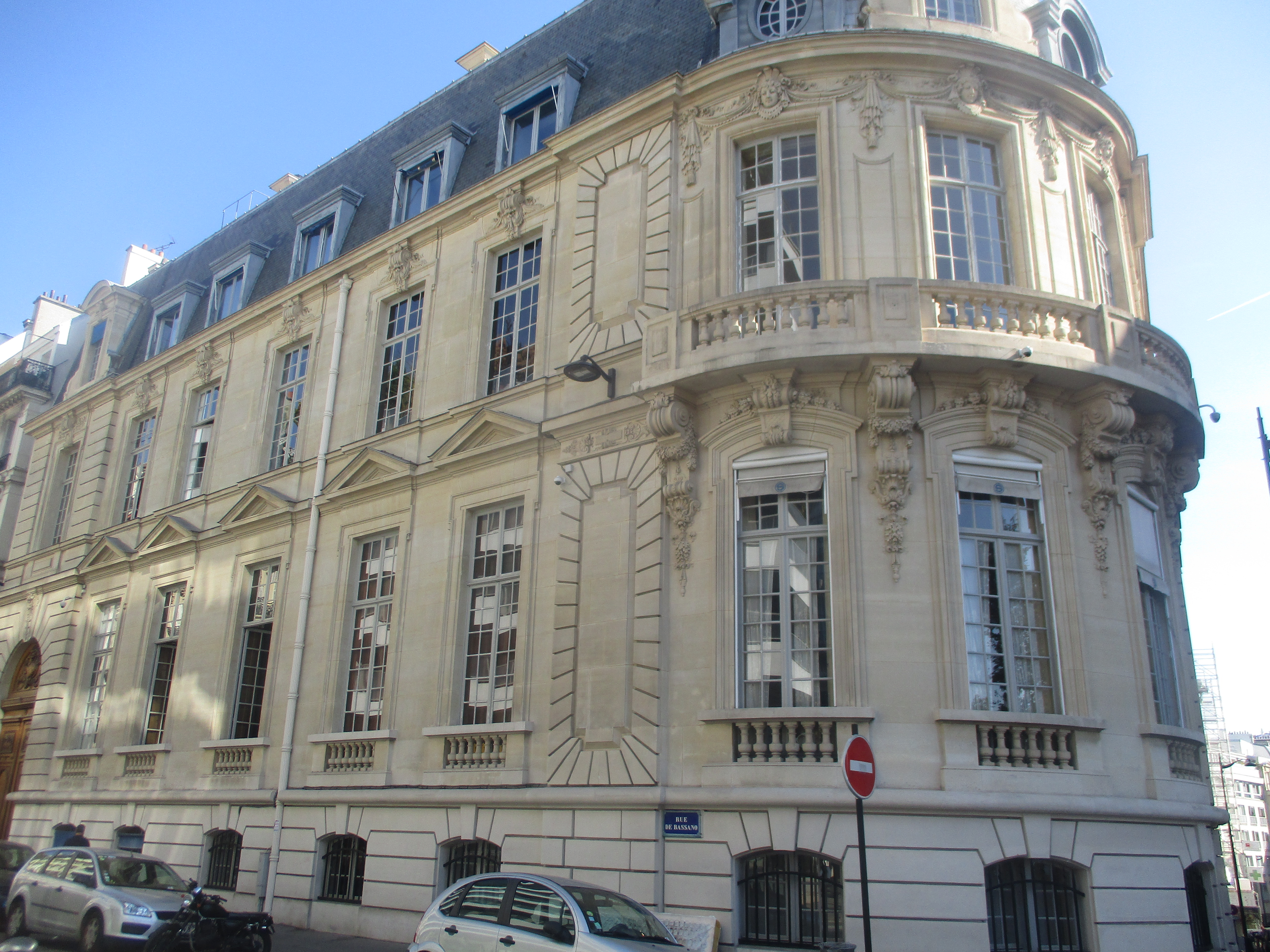
5
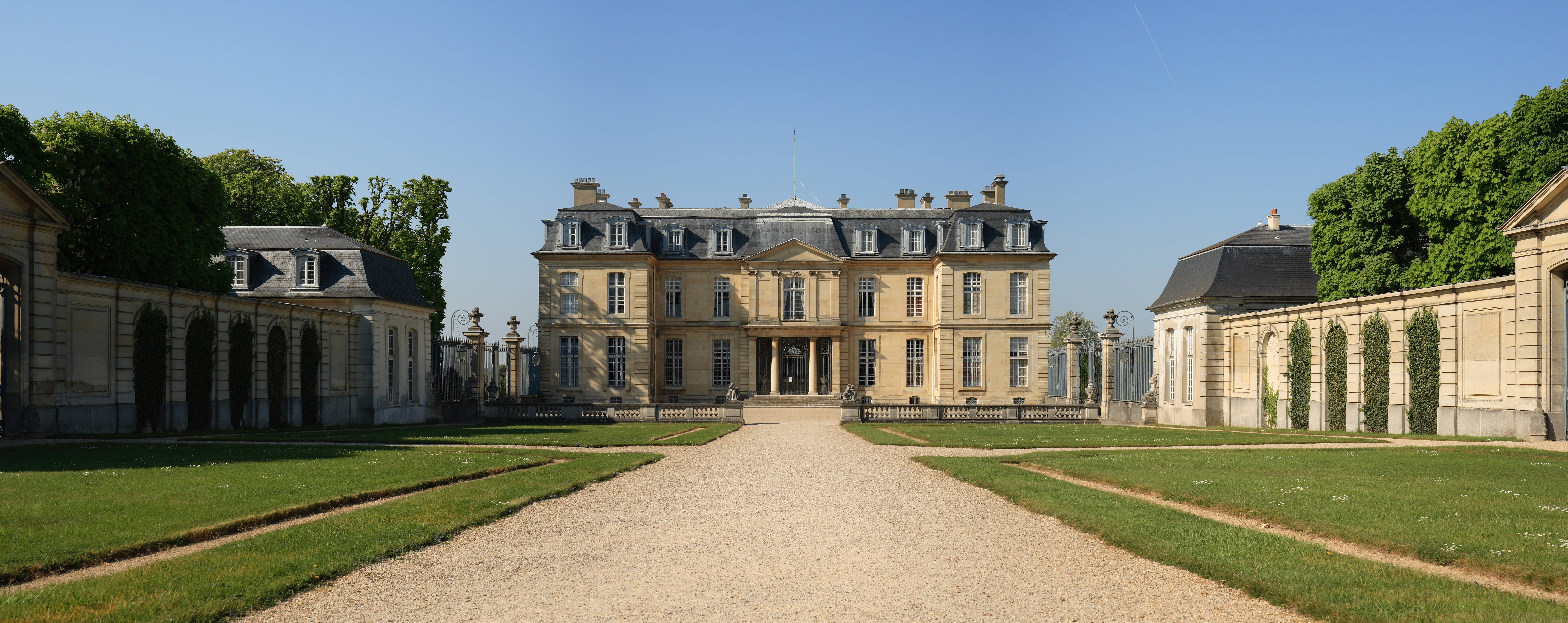
6
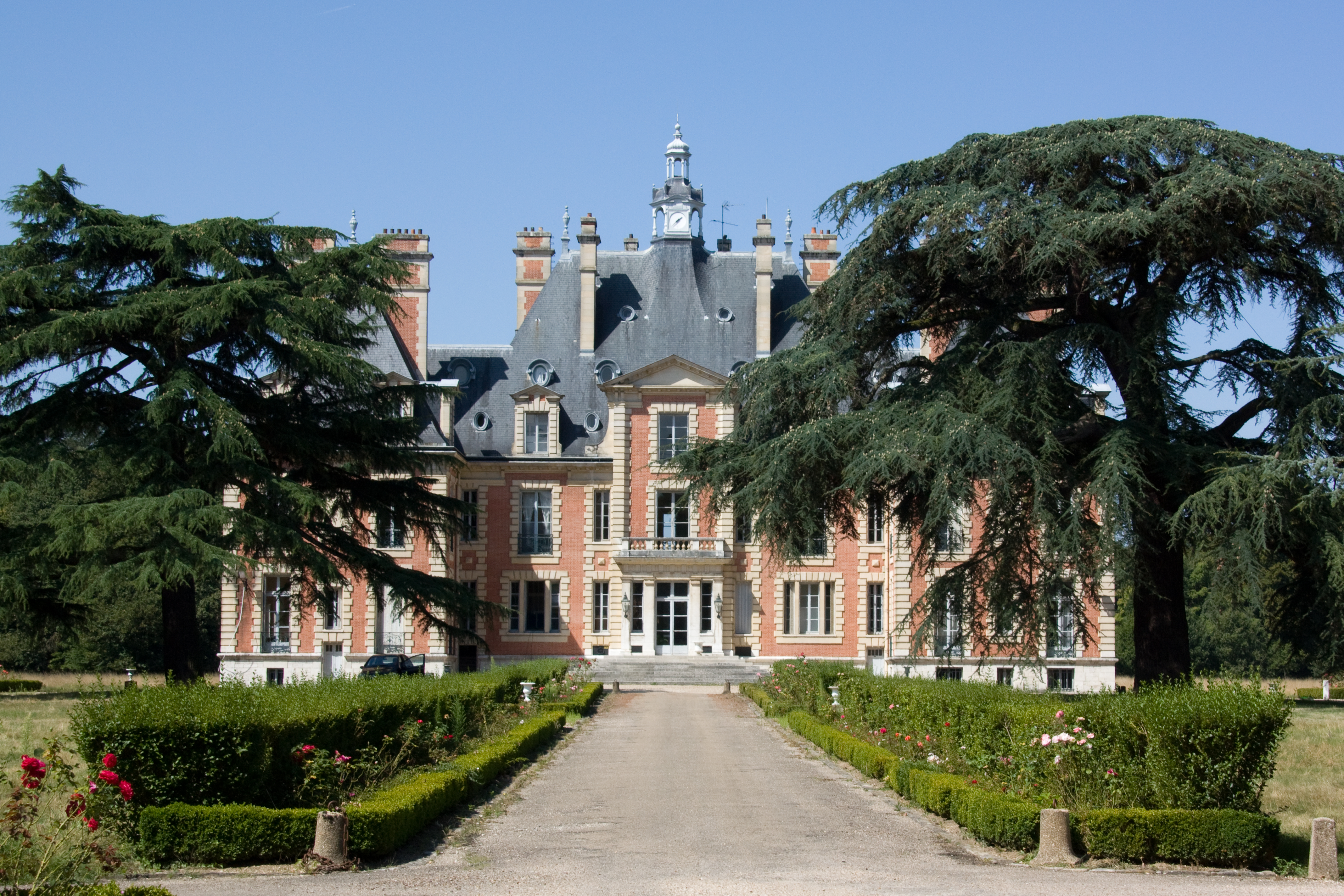
7

- 5.　オテル・カーン・ダンヴェール (Hôtel Cahen d'Anvers) ：かつてのカーン・ダンヴェール邸。フランスはパリのイエナ大通り（英語版）沿いに所在する。
- 6.　シャン＝シュル＝マルヌ城（英語版）：シャン＝シュル＝マルヌに所在するシャトーで、1895年にルイが購入した。
- 7.　ナンヴィル＝レ＝ロシュ城：フランスはエソンヌ県のナンヴィル＝レ＝ロシュ（フランス語版）に所在するシャトーで、カーン・ダンヴェール家2代目当主メイエールが購入し、ルイが相続した。

## イレーヌ・カーン・ダンヴェール

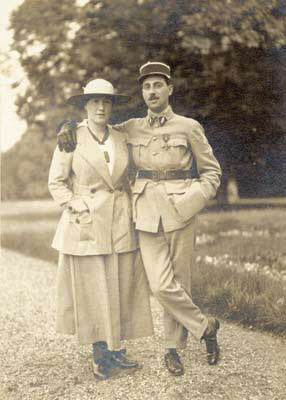
ニッシムとベアトリス
1916年に撮られたポートレートであるが、ニッシムは翌年に戦死した。

イレーヌ・カーン・ダンヴェール（仏: Irène Cahen d'Anvers）は、1872年生まれ、1963年没（満91歳）。
19歳のころ、オスマン・トルコ出身のユダヤ人でフランスの銀行家であるカモンド家の、長子で跡継ぎ、美術品蒐集家としても知られる、モイーズ・ド・カモンド (Moïse de Camondo) と結婚する。長男ニッシム (en:Nissim de Camondo) と長女ベアトリス (en:Béatrice Reinach) を儲けている。
ところがイレーヌは、カモンド家の持ち馬を管理している厩舎の運営者であるイタリア人貴族のサンピエリ伯爵 (Count Charles Sampieri、1863-1930) と不倫関係になり、一女クロード (Claude Germaine; 1903-1995) まで儲けてしまった。これが切っ掛けでモイーズ・ド・カモンドと離婚したイレーヌは、この大スキャンダルを忌避されてユダヤ人の上流階級から絶縁されてしまう。その後、イレーヌはサンピエリ伯爵と再婚し、カトリックに改宗してもいる。なお、離婚したとは言え、前夫との仲は悪くなかったようで、幼女のクロードをティーンエイジャーのニッシムとベアトリスが愛で、それをイレーヌが見守るという、微笑ましい雰囲気のポートレートが遺されている。
ニッシムは長じてフランス空軍の戦闘機パイロットになったが、第一次世界大戦が勃発すると1917年9月5日にロレーヌ上空での航空戦で戦死した。長男を亡くして嘆き悲しんだモイーズ・ド・カモンドは、 1936年にカモンド邸を美術館に改装する際、長男の名を採って「ニッシム・ド・カモンド美術館」と命名している。
一方、ベアトリスは、ドイツ系ユダヤ人の財閥テオドール・ライナッハの息子で作曲家のレオン・ライナッハ/レイナック/レナック (Léon Reinach、1893–1943) と結婚し、一男一女を儲けて幸せに暮らしていたが、ナチス・ドイツが台頭してくると、ユダヤ人狩りの網から逃れることの難しい立場に追い込まれていった。それと言うのも、ライハッハ家はドイツで有名なユダヤ系の資産家であったし、ベアトリスはベアトリスで有名なセレブとしてパリの社交界で華やかな生活を送っていたためであった。いよいよ危ないというので、二人は形式上の離婚をし、家族全員でユダヤ教からカトリックに改宗までしてナチスの追求から逃れようとしたが、叶わず、2人の子ともども夫妻は捕らえられ、ドランシー収容所経由でアウシュヴィッツ強制収容所に収容されて、全員がホロコーストの犠牲になっている。
イレーヌは、嫁ぎ先がドイツ（ナチス・ドイツ）と同盟関係（三国同盟）にあったイタリア王国の人間であったため、また、ベアトリスほどの目立った生活をしていなかったことも良かったのか、ナチス・ドイツ占領下のフランスに潜伏しながら最後まで気付かれることも無く、ユダヤ人狩りから逃げおおせた。カモンド家の跡継ぎであった長男ニッシムを第一次世界大戦で亡くし、長女ベアトリスを第二次世界大戦で亡くしてしまったイレーヌであったが、ニッシムが亡くなったことで最終的にカモンド家の巨額の遺産が全て彼女の下へ舞い込んでくることになった。晩年のイレーヌはリヴィエラ（リグーリア海岸）のカジノで豪遊していたという。
なお、イレーヌの妹の一人エリザベートは、フランスの外交官で貴族の伯爵に嫁いでいたが、離婚しており、再婚するもまた離婚している。その後は独身のまま、パリの社交界のユダヤ人コミュニティで有名なセレブとして華やかな生活を送っていたが、それが禍してナチス・ドイツの標的にされ、アウシュビッツ収容所送りになって殺された。もう一人、末の妹のアリスは、イギリス貴族でイギリス陸軍士官のチャールズ・タウンゼント卿 (Sir Charles Vere Ferrers Townshend；1861-1924) と結婚していたため、ナチスの魔の手が届く地域外にいて危険は無かった。
サンピエリ伯爵との間に生まれた一女クロードは、フランス軍のエースパイロットにしてカーレーサーで、「デュボネ式独立懸架機構」を考案した発明家でもあるアンドレ・デュボネと結婚している。